# Исторический архив Иокогамы
Исторический архив Иокогамы (яп. 横浜開港資料館) — архив и музей, посвященный истории Иокогамы в периоды эдо, мэйдзи, тайсё и сёва. Архивно-музейный комплекс размещен в историческом здании бывшего британского консульства и в современном корпусе. Архив был открыт в 1981 году. Архив расположен в районе Нака.
Во второй половине XIX века Иокогама стала важнейшим центром контактов между Японией и внешнем миром. Здесь был создан один из первых в Японии «открытых портов» для торговли с внешним миром, здесь же существовало «международное поселение» Яматэ, где постоянно жили иностранцы. История контактов между Японией и внешним миром в XIX—XX веках является основной специализацией Исторического архива Иокогамы.

## Экспозиции

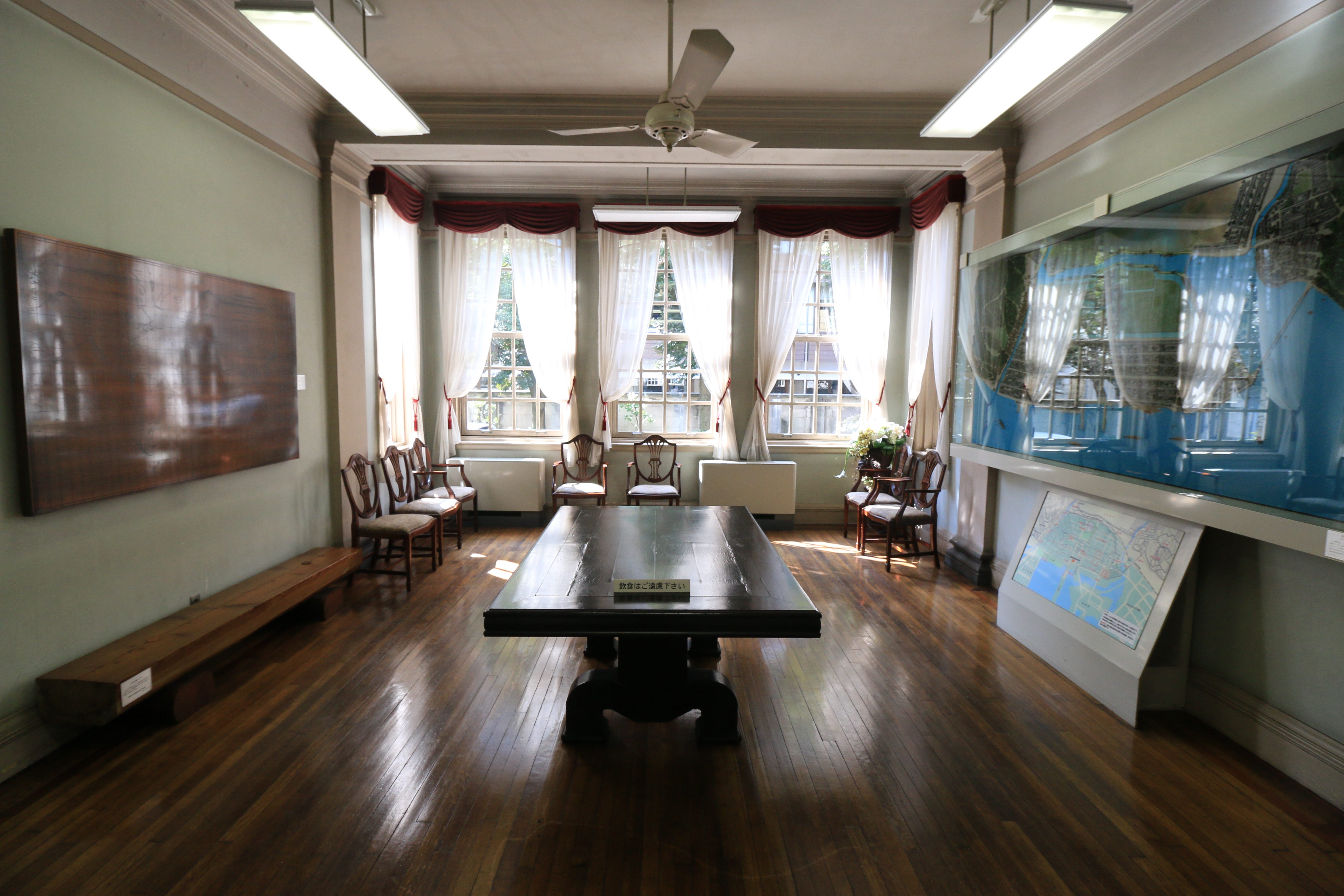
Помещения старого британского консульства

Музейные экспозиции размещены в историческом здании старого британского консульства, построенном в 1931 году. Здесь размещены экспозиции, посвященные истории «открытия» Японии для внешнего мира в 1850-х годах и истории последующих контактов между Японией и внешним миром. Здесь экспонируются различные документы, включая рисунки, карты, фотографии и т. п. В нескольких помещениях реконструированы интерьеры британского консульства.

## Архивные фонды
В архиве собраны документы по следующим тематикам:
- Правительственные документы города Иокогамы и префектуры Канагава
- Документы, связанные с международными отношениями Японии. В том числе дипломатические документы, отражающие международные отношения между Японией, США, Великобританией, Францией, и другими странами; документы японских дипломатов; документы, связанные с находившемся в Иокогаме «международным поселением», его жителями и иностранными фирмами, функционировавшими в Иокогаме
- Документы, связанные с местными лидерами. В эпоху эдо на территории нынешней Иокогамы находилось около двухсот деревень. В архиве хранятся административные и личные документы деревенских старост, которые в то время играли роль лидеров сельских общин и вели местную администрацию
- Документы, связанные с местными торговцами. После открытия международного порта Иокогама стала важным центром торговли шелком. В этой торговле принимали участие многие богатые крестьяне из соседних регионов. В архиве хранятся документы, связанные с их деятельностью
- Газеты и журналы. В архиве хранится большая коллекция газет и журналов, выходивших в Японии и за границей (в США, Великобритании, Китае) на японском и иностранных языках
- Иконографические коллекции. В архиве хранится коллекция рисунков, гравюр, фотографий и т. д.
- Особые коллекции. В архиве также хранятся особые коллекции, связанные с историей Иокогамы, например коллекция иностранных книг и журналов о Японии

Материалы архивных коллекций доступны к ознакомлению в читальном зале.